# ジャルデウ・ニヴァウド・ヴィエイラ
ジャルデウ・ニヴァウド・ヴィエイラ（Jardel Nivaldo Vieira, 1986年3月29日 - ）は、ブラジル・フロリアノーポリス出身のサッカー選手。ポジションはディフェンダー。

## 経歴
アヴァイFCやサントスFCなどに所属した経験を持ち、2009年に渡欧する。
2011年1月、ダヴィド・ルイスがチェルシーFCに移籍した後釜としてSLベンフィカに50万ユーロで移籍した。同シーズンはルイゾンやエセキエル・ガライのバックアップとして18試合に出場した。その後2シーズンは同様の扱いとなる。
2014年にガライがFCゼニト・サンクトペテルブルクに移籍した後はベンフィカのスタメンに名を連ねた。2015-16シーズンは自己最多の44試合に出場し、5得点を挙げた。
2016-17シーズンはシーズンを通して怪我で欠場。同年にポルトガルの市民権を獲得した。

## タイトル

### クラブ
SLベンフィカ
- プリメイラ・リーガ : 2018-19